# The Battle of the Century
The Battle of the Century is een Amerikaanse stomme film van Laurel en Hardy uit 1927. De film werd tot 2015 verloren gewaand. De film is geregisseerd door Clyde Bruckman en geproduceerd door Hal Roach.

## Verhaal
Hardy schrijft Laurel in voor een bokswedstrijd. Ondanks dat hij zijn tegenstander een keer knock-out heeft geslagen, is Laurel te zwak en verliest. Hardy krijgt advies van een verzekeraar over hoe je makkelijk veel geld kunt verdienen: Laurel moet geblesseerd zijn zodat Hardy het verzekeringsgeld op zak kan hebben. Hardy legt een bananenschil op een stoep en brengt Laurel daarheen, maar een banketbakker glijdt over de schil, wordt boos op Hardy en gooit een taart in zijn gezicht. Hardy reageert op dezelfde manier, en al snel is het hele blok verwikkeld in een episch taartgevecht.

## Rolverdeling
| Acteur             | Personage                      |
| ------------------ | ------------------------------ |
| Stan Laurel        | Canvasback Clump (bokser)      |
| Oliver Hardy       | Manager                        |
| Noah Young         | Thunderclap Callahan (bokser)  |
| Eugene Pallette    | Verzekeringsagent              |
| Charlie Hall       | Taartbezorger                  |
| Sam Lufkin         | Boksscheidsrechter             |
| Gene Morgan        | Ring-omroeper                  |
| Steve Murphy       | Callahan's tweede              |
| George B. French   | Tandarts                       |
| Dick Sutherland    | Tandheelkundige patiënt        |
| Anita Garvin       | Vrouw die op taart glijdt      |
| Dick Gilbert       | Rioolwerker                    |
| Wilson Benge       | Taartslachtoffer met hoge hoed |
| Jack O'Brien       | Shoeshine beschermheer         |
| Ellinor Vanderveer | Dame in auto                   |
| Lyle Tayo          | Vrouw bij raam                 |
| Dorothy Coburn     | Taart-slachtoffer              |
| Al Hallett         | Taart-slachtoffer              |
| Lou Costello       | Toeschouwer                    |
| Jack Hill          | Toeschouwer                    |
| Ham Kinsey         | Toeschouwer                    |
| Ed Brandenburg     | Strijdende voetganger          |
| Bob O'Connor       | Strijdende voetganger          |
| Bert Roach         |                                |
| Dorothea Wolbert   |                                |
| Charley Young      |                                |

## Trivia
- Hoewel The Battle of the Century een officiële Laurel en Hardy film is, moest het duo hun herkenbare personages nog uitwerken, wat pas in latere films tot uiting komt.
- Al vroeg in de film figureert een jonge Lou Costello in het publiek van een prijzengevecht.
- Jarenlang waren beelden van het climax-taartgevecht het enige bekende overgebleven materiaal uit The Battle of the Century totdat de openingsrol, met de bokswedstrijd, in 1979 werd ontdekt door Richard Feiner. De reeks met Eugene Pallette ontbrak echter nog steeds, net als de laatste grap waarin een politieagent een taart in zijn gezicht krijgt en prompt Laurel en Hardy de straat op jaagt. Wat werd verondersteld de hele film te zijn, werd ooit uitgezonden op de Spaanse televisie (TVE1) in de jaren zeventig, inclusief scènes van: een klant in een kappersstoel die een gezicht vol taart ontvangt terwijl hij wordt geschoren; en een drinker in een saloon of café wordt geraakt door een taart, koopt vervolgens twee taarten van de eigenaar van het etablissement en gaat met hen mee om buiten deel te nemen aan de taartmelee.
- In juni 2015 werd tijdens de Mostly Lost-filmworkshop in Culpeper, Virginia aangekondigd dat de tweede rol van The Battle of the Century door filmarchivaris en begeleider Jon C. Mirsalis was herontdekt als een 16 mm-afdruk van het originele 35 mm-negatief. De tweede spoel werd door Mirsalis gevonden in de filmcollectie van wijlen Gordon Berkow, die de collectie van wijlen Robert Youngson had verworven. Youngson had de filmrol als voorbeeldafdruk ontvangen terwijl hij aan zijn documentaire The Golden Age of Comedy uit 1957 werkte. De film werd aanvankelijk gerestaureerd door Lobster Films, en vervolgens gerestaureerd door Jeff Joseph in samenwerking met het UCLA Film Archive. De eerste officiële vertoning was op het Telluride Film Festival in september 2015, gevolgd door een vertoning op het BFI London Film Festival in oktober 2015. Op 8 april 2017 werd het vertoond op het Toronto Silent Film Festival, met live begeleiding door Ben Model; en op 29 mei 2017 werd het vertoond op het Southend Film Festival met live begeleiding door Adam Ramet. Het werd vertoond tijdens de Mostly Lost-filmworkshop in juni 2016, op de eenjarige verjaardag van de oorspronkelijke aankondiging, met Mirsalis op piano.
- De film staat bekend om het gebruik van meer dan 3.000 slagroomtaarten (hoewel een editie van het Guinness Book over filmgeschiedenis citeert dat er misschien wel 10.000 zijn gebruikt) in het climaxtaartgevecht van de film. Jarenlang overleefde de tweede rol, die het gevecht bevatte, slechts drie minuten aan fragmenten die werden gebruikt in de documentaires van Robert Youngson. De complete filmrol werd herontdekt in 2015. Hij werd op 16 juni 2020 voor het publiek uitgebracht op dvd en Blu-Ray als onderdeel van een compilatie van geremasterde Laurel & Hardy-films uitgebracht door Kit Parker Films, getiteld "The Definitive Restorations". Dat jaar werd de film door de United States Library of Congress geselecteerd voor bewaring in de National Film Registry.